# 皇宮酒店 (舊金山)
皇宮酒店（英語：The Palace Hotel）是加利福尼亞州舊金山的一家歷史悠久且頗具盛名的酒店，座落於市場街與新蒙哥馬利街口西南角。為了與最初興建於1875年的皇宮酒店（遭到1906年舊金山大地震引起的火災損毀後已拆除）作區別，這家酒店又被稱作為「新」皇宮酒店（英語："New" Palace Hotel）。
1909年12月19日，酒店於舊址重建後開張。隨後，在1989年1月至1991年4月間短暫歇業兩年，針對建築進行翻修並加強抗震結構。這間佔據大部分城市街區的百年酒店緊鄰灣區捷運蒙哥馬利街站與蒙纳德诺克大厦，且與羅塔噴泉相隔一條市場街。
皇宮酒店是美國歷史保存國民信託官方計畫美國歷史酒店的一員。

## 原始皇宮酒店（1875－1906年）

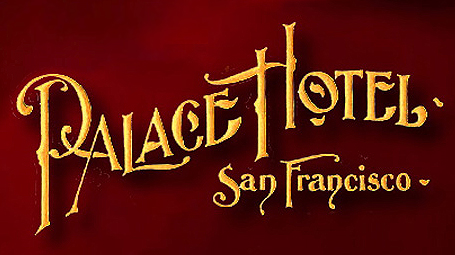
商標，1890年出版

舊金山銀行企業家威廉·查普曼·羅爾斯頓以他不穩固的銀行帝國，向銀行提出了500萬美元的投資計畫建立原始的皇宮酒店。雖然羅爾斯頓的加利福尼亞銀行（Bank of California）在1875年8月底歇業，再加上羅爾斯頓本人在他失去銀行控制權的同日於舊金山灣區意外淹死，但並未妨礙到兩個月後皇宮酒店在1875年10月2日的開業。羅爾斯頓在此計畫中的商業夥伴美國參議員威廉·沙龍曾拋售他的康斯塔克礦股票，來補救銀行的倒閉。沙龍最終掌控了酒店，並接管了銀行和羅爾斯頓的債務，他最終也還清了債務。
原始的皇宮酒店（俗稱「博南紮小酒店」（Bonanza Inn））有著755間客房，是當時美國西部最大間的飯店。這間酒店高120英尺（37），十多年來一直是舊金山地區最高的建築。七層樓的白圓柱露臺圍繞著建築中心，中心開放空間的玻璃穹頂下有著一座大庭院（Grand Court），中庭用來當作優雅馬車的入口。調酒師威廉·“雞尾酒”·布思比多年來任職於這間酒店。酒店內有著大型紅杉鑲板的液壓電梯，在當時被稱作「上升的房間」。每間客房或套房配有私人浴室，以及召喚酒店工作人員的呼叫鈕。所有客房能夠互相結合成套房，或是組成供長期住戶居住的大型公寓，且每間客房的客廳皆有大型凸窗，可以俯瞰下方街道。
1890年11月25日，夏威夷王國的君主大衛·卡拉卡瓦出於夏威夷與美國政府之貿易合作，乘坐查理斯頓號出訪加利福尼亞州。據報導，在周遊墨西哥及南加州期間，夏威夷君主不僅過度飲酒，更在聖塔芭芭拉遭受風寒。抵達舊金山後，身體狀況欠佳的卡拉卡瓦入住皇宮酒店。1891年1月18日，卡拉卡瓦在他的套房中陷入昏迷，兩日後，於1月20日逝世。美國海軍發布官方死亡證明書，指出君王死因於布賴特氏病（一種腎臟疾病）。
加利福尼亞銀行的共同創辦人威廉·羅爾斯頓為酒店帶來大量資金來源，提供了許多創新的現代便利設施，包括一部對講電話裝置系統和四台超大液壓電梯。酒店最引人注目的特點是作為馬車入口的大庭院。這個區域在1906年地震前幾年被改裝成充滿棕梠的「花園閣」（Garden Court）。
「真正的宮殿！我們何能找到與之匹敵的呢？再會了，溫莎酒店！你必須屈服於你強大的西方敵手，儘管建物不再，你依然萬古流芳。世上已其他酒店皆已無出其右。巴黎洲際大酒店的庭院遠比皇宮酒店來的差。這裡夜晚燈火通明時，相當華麗；它的家具、客房和陳設都很好，但之後它將讓你知道這一切的建造是為了『激盪一切萬物』，而數百萬的業主使它能夠耀武揚威。」安德魯·卡內基在《環遊世界》（Round the World）書中提到。
雖然酒店在1906年4月18日清晨的舊金山大地震中倖存下來，但是到了當天下午遭到後續的火災吞噬。值得注意的是，男高音恩里科·卡魯索（在前一天晚上唱卡門的唐·荷塞一角）在地震當時住在酒店內，並發誓再也不進城。有都市傳說指卡魯索「穿著睡衣、拿著一張西奧多·羅斯福總統的親筆簽名照要求接受特殊待遇。」

## 「嬰兒」皇宮酒店（1906－1907年）

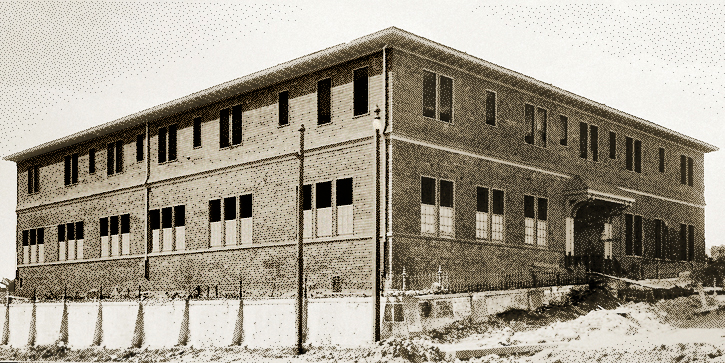
「嬰兒」皇宮酒店

當原始的酒店廢墟被夷為平地，且很快地在市場街舊址西方約八個街區的郵政街（Post Street）與萊文沃思街（Leavenworth Street）口西北角，設計及建造一間暫時的23間房的「小」或「嬰兒」皇宮酒店。1906年11月17日，不太大的兩層框架結構「嬰兒」皇宮酒店在地震與火災摧毀城市後七個月，大張旗鼓地開張營業。
然而，這間酒店僅對外開放至1907年7月，皇宮酒店公司便將此出租給諾布山上的費爾蒙特酒店達十年，接著又租給奧林匹克俱樂部五年，作為該組織場所重建時的臨時會所。在這座建築不到十年的時間內，曾短暫佇立於郵政街與萊文沃思街口的「嬰兒」皇宮酒店，便已在1916年被一棟四層磚砌公寓取代。

## 「新」皇宮酒店（1909年開業）

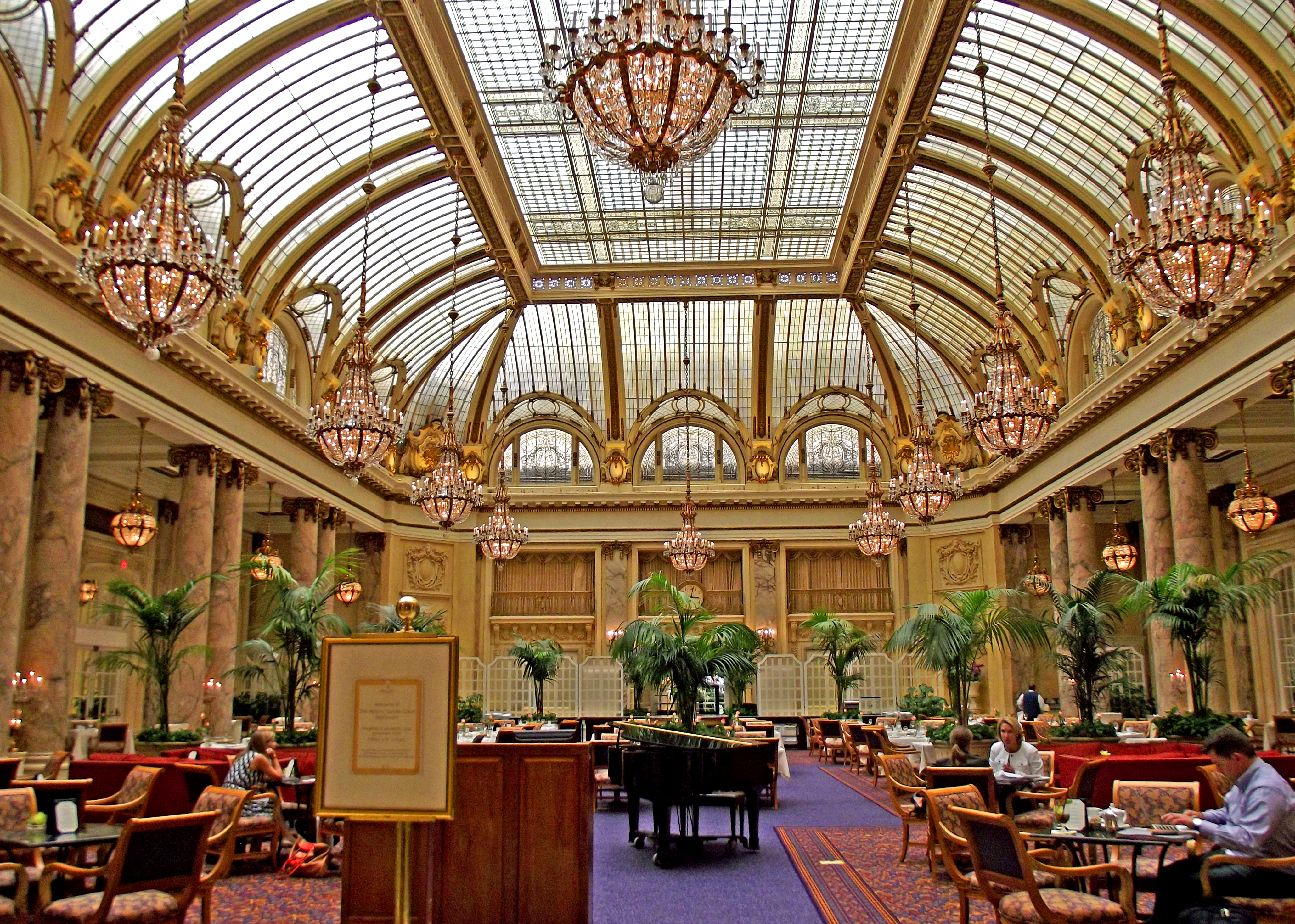
花園閣餐廳，又稱作「棕梠閣」

1909年12月19日，從頭徹底重建的「新」皇宮酒店開幕，並且迅速恢復與其前身一般身為舊金山重要地標的地位，還舉辦了許多城市的重大活動。雖然外表較原始皇宮酒店來的樸素，但在新的「博南紮小酒店」內部許多方面就如同1875年建築般優雅、豪華及雅致。花園閣（又稱作「棕梠閣」（Palm Court））與早先建築內的大庭院佔據了同樣的面積大小，也一直是舊金山最負盛名的餐廳之一。
另一個同樣著名的是位於拋光大理石大廳旁的「花衣吹笛人」酒吧（"Pied Piper" Bar），酒吧內有著一幅同名的馬克思菲爾德·派黎胥畫作。這幅16乘6-英尺（4.9乘1.8-）、重250-英磅（110-）的壁畫在2013年3月23日被移走，在佳士得拍賣以500萬美元左右的價位出售。然而，在大眾強烈反對將其移除的觀點下，最終酒店老闆讓步，又將畫作清洗、修補後歸還給酒吧，並在2013年8月22日重新掛回牆上。

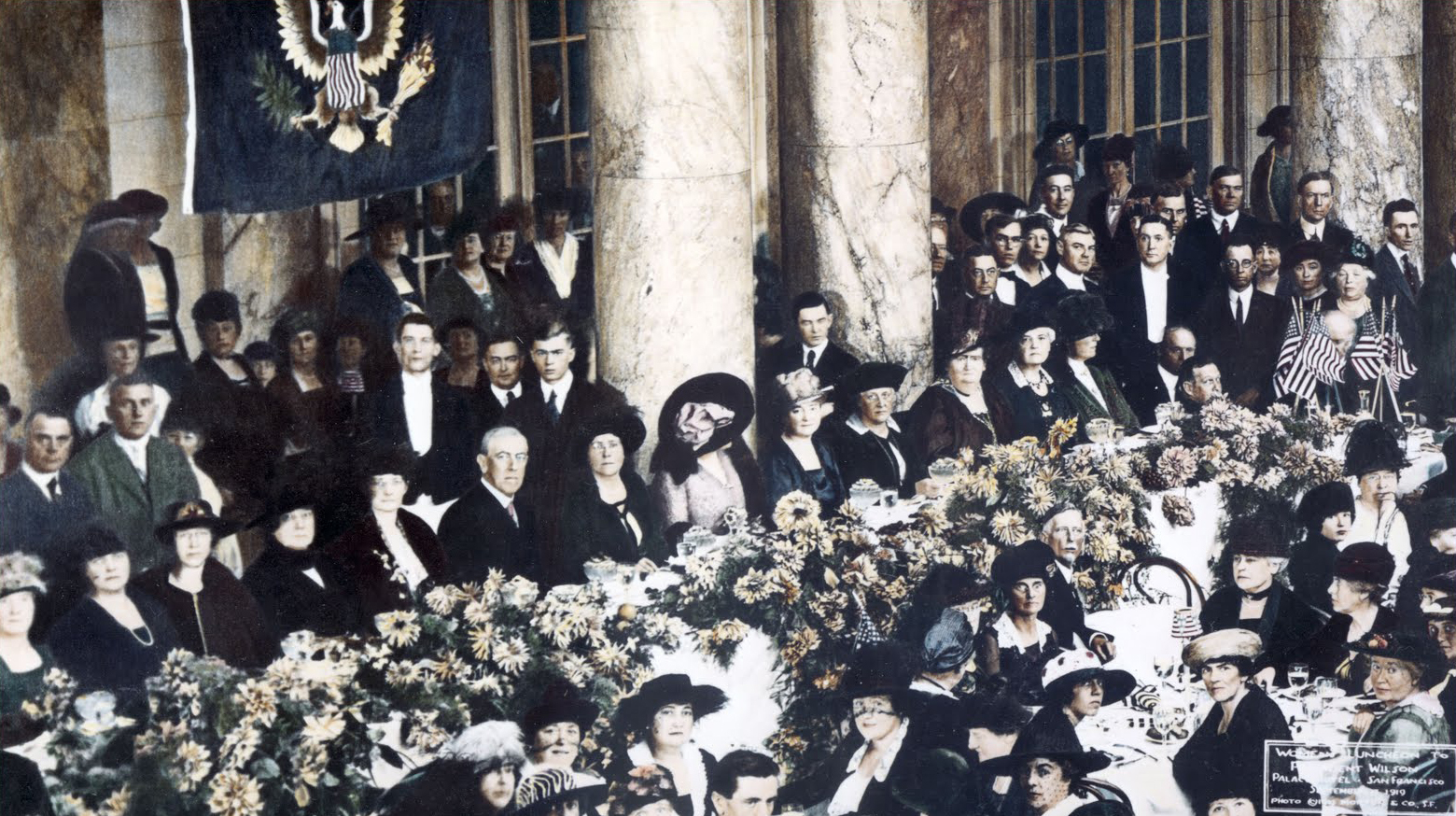
伍德羅·威爾遜總統於1919年在皇宮酒店的大庭院舉辦一場支持凡爾賽條約的午宴。

這間酒店是眾多重要事件的場所。伍德羅·威爾遜總統於1919年在大庭院發表支持凡爾賽條約與國際聯盟的演說。:57–581923年，沃倫·蓋瑪利爾·哈定突然在皇宮酒店八樓、眺望市場街的8064室套房中逝世，結束了他的總統任期。 皇宮酒店於1945年舉辦一場慶祝聯合國簽署憲章的宴會。:59
這間酒店在1954年出售給喜來登酒店，並成為了喜來登-皇宮酒店（Sheraton-Palace Hotel）。蘇聯總書記尼基塔·赫魯雪夫在他1959年的美國之旅時，於喜來登-皇宮酒店的一場宴會中發表演講。花園閣在1969年被宣布成為舊金山地標。1973年，在ITT公司收購喜來登後不久，便將皇宮酒店和旗下位於夏威夷群島的所有酒店賣給了日本的Kyo-Ya集團。喜來登則繼續經營酒店，而招牌也維持原樣。整棟喜來登-皇宮酒店在1984年成為地標。
喜來登-皇宮酒店在1989年1月8日歇業。之後經過獲得全國媒體關注與囊括眾多獎項的1.5億美元整修後，於1991年4月3日以少掉了其名稱中連字號的喜來登皇宮酒店（Sheraton Palace Hotel）之名重新開張。1997年，麥克·道格拉斯主演、大衛·芬奇執導的電影《致命遊戲》於大庭院取景拍攝結局。:99酒店在1990年代刪除了喜來登之名，並轉往喜達屋酒店的另一個品牌——豪華精選（The Luxury Collection），再度成為皇宮酒店。
名為皇宮酒店住宅大樓的高204至207（669至679英尺）、60層樓的住宅大樓計畫在2008年被提出，由SOM建築設計事務所設計。
舊金山公共圖書館的舊金山城市指南（San Francisco City Guides）計畫中的志願者，提供了這間酒店的免費導遊。

## 圖集

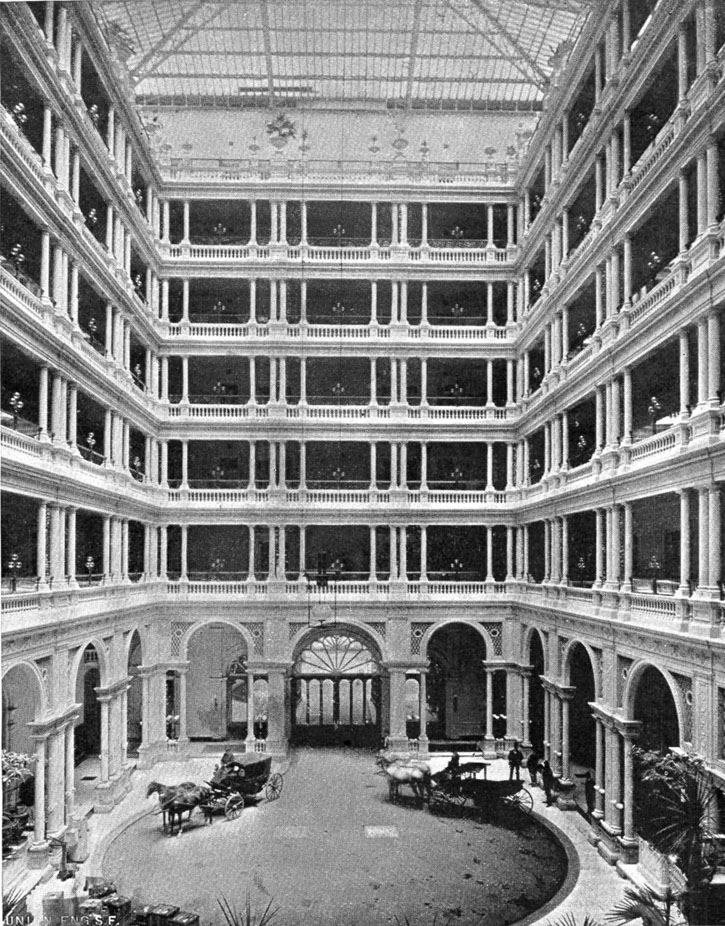
原始皇宮酒店的「大庭院」（1895年）
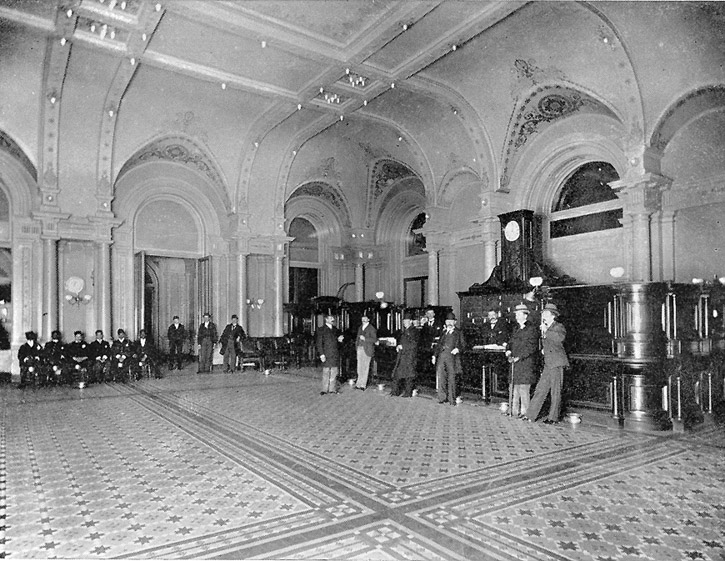
原始皇宮酒店的服務台（1895年）
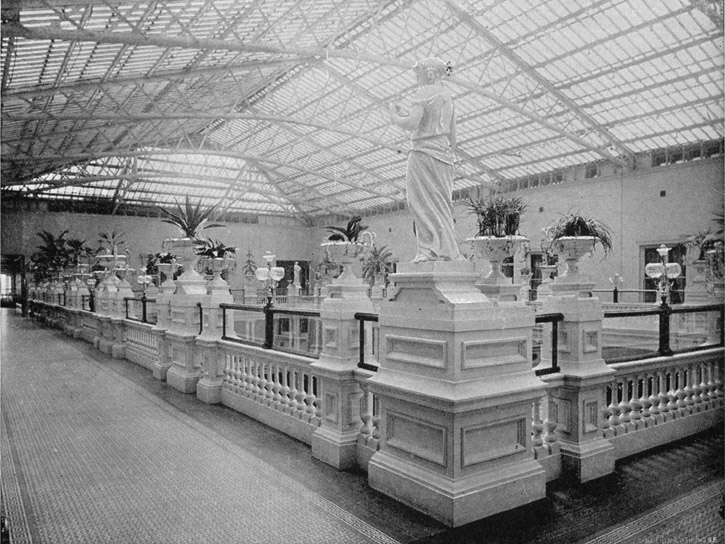
原始皇宮酒店的七樓（1895年）
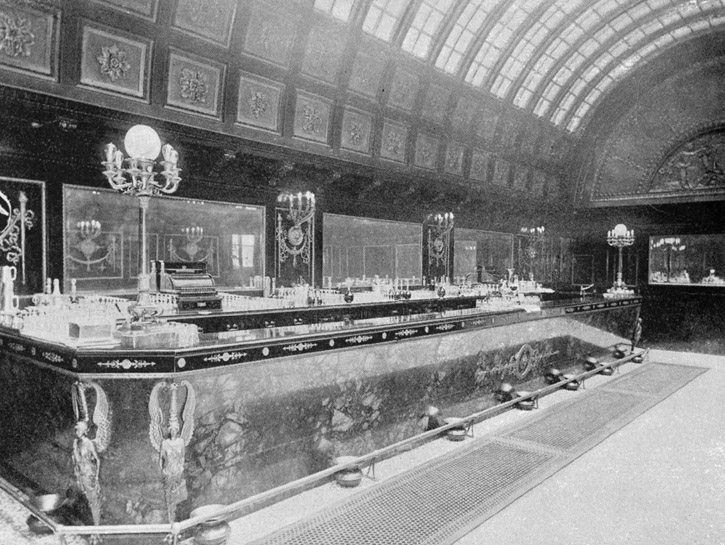
原始皇宮酒店的酒吧（1895年）
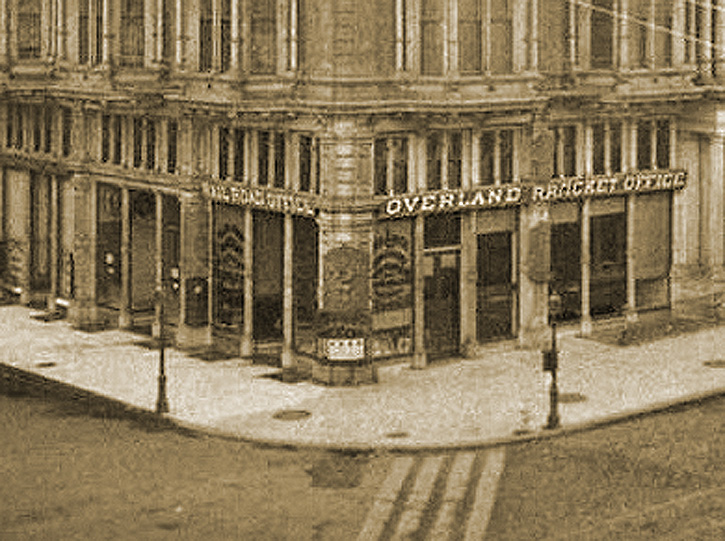
皇宮酒店的「陸上線路」（Overland Railroad）售票處（1890年）
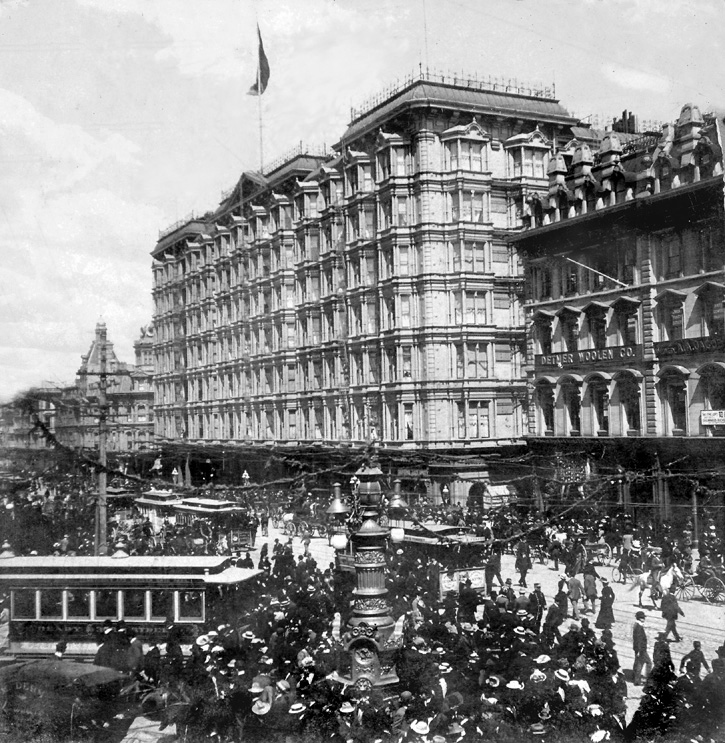
威廉·麥金利總統蒞臨皇宮酒店（1901年）
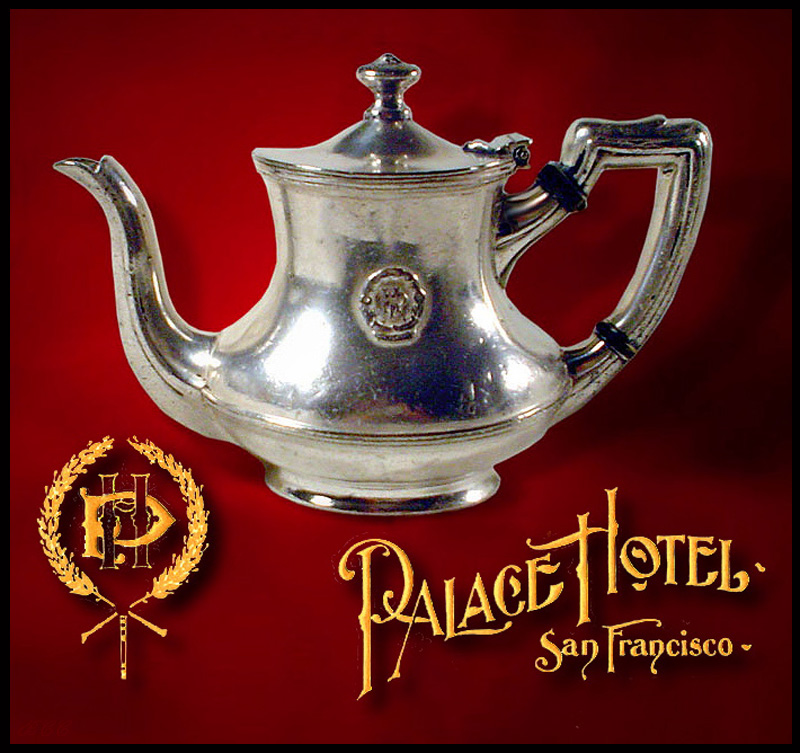
原始皇宮酒店的紋飾、商標和一隻難得倖存的個性化服務銀色茶壺
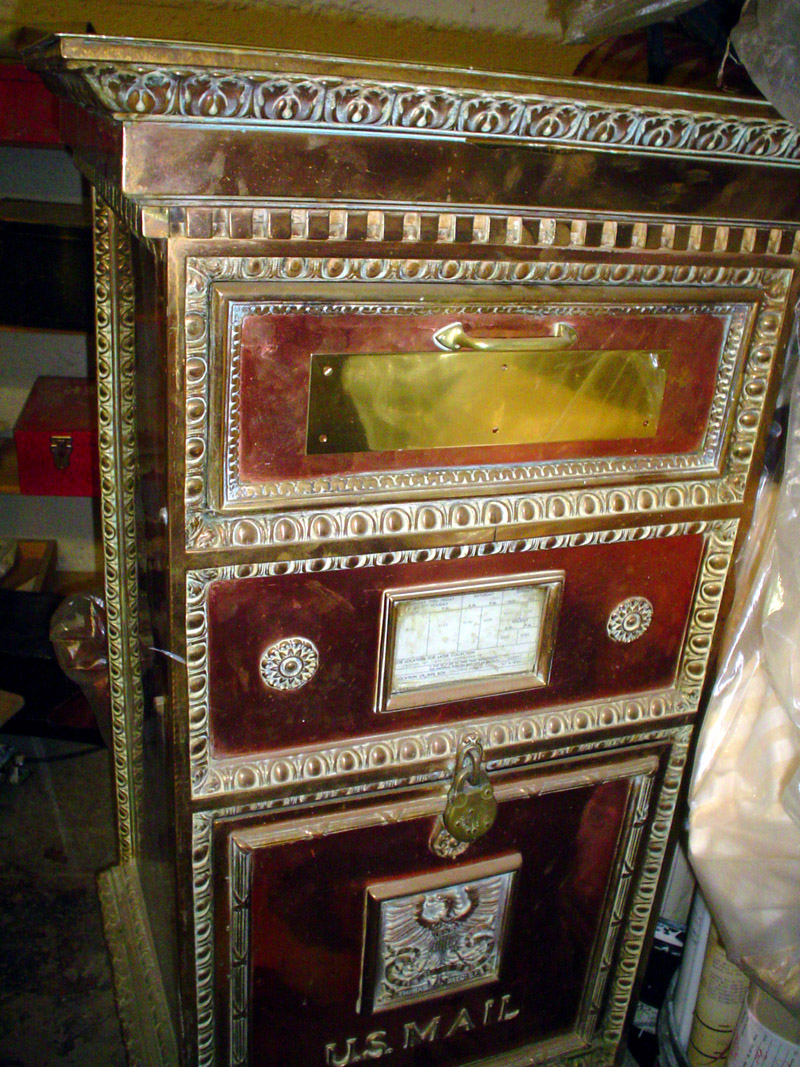
新皇宮酒店的原始大廳美國郵件信箱（1909年）
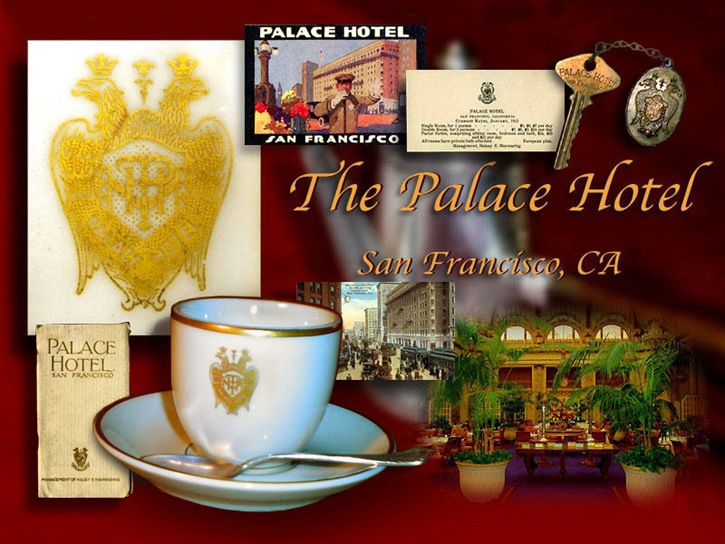
新皇宮酒店中器物的合成圖像
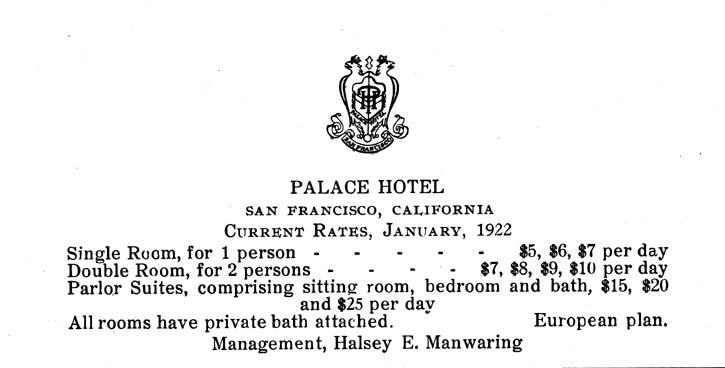
1922年新皇宮酒店價目表
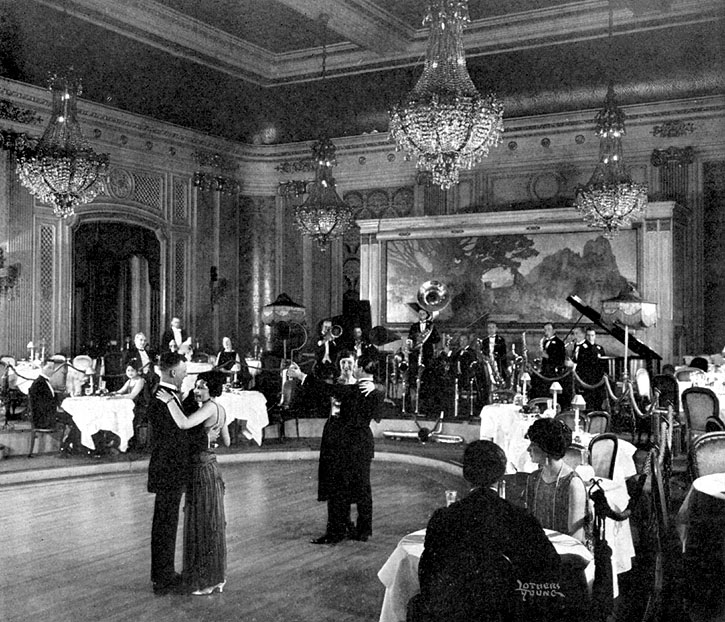
新皇宮酒店的舞廳（1920年）

## 外部連結
- 官方网站
- ThePalaceHotel.org （页面存档备份，存于） 一份線上的皇宮酒店歷史
- 班克羅夫特圖書館（英语：The Bancroft Library）的Guide to the Palace Hotel Records （页面存档备份，存于）
- Historical exhibits at the Palace Hotel （页面存档备份，存于）